# Франко-японські відносини
Історія відносин між Францією та Японією бере свій початок у 17 столітті, коли японський самурай та посол на шляху до Риму зупинився на кілька днів у Сен-Тропе і започаткував відносини. Франція та Японія мають дуже міцні та прогресивні відносини, що проходять крізь століття, завдяки багатьом контактам старших представників у кожній з країн, стратегічним зусиллям та культурному обміну.
З другої половини 19 століття дві країни стали дуже важливими партнерами у військовій, економічній, юридичній та мистецькій сферах. Шьоґунат Тогугава (Бакуфу) модернізував свою армію за допомогою французьких військових місій (Жуль Брунет), пізніше Японія покладалася на Францію щодо декількох аспектів її модернізації, зокрема розвитку суднобудівної галузі в перші роки Імператорського японського флоту та розробки Правового кодексу.[джерело?]
Франція отримала частину свого сучасного мистецького натхнення з японського мистецтва, через його вплив на імпресіонізм. Також майже повністю покладалася на Японію завдяки їхній процвітаючій галузі шовку.[джерело?]

## Хронологія франко-японських відносин

### 17-18 століття

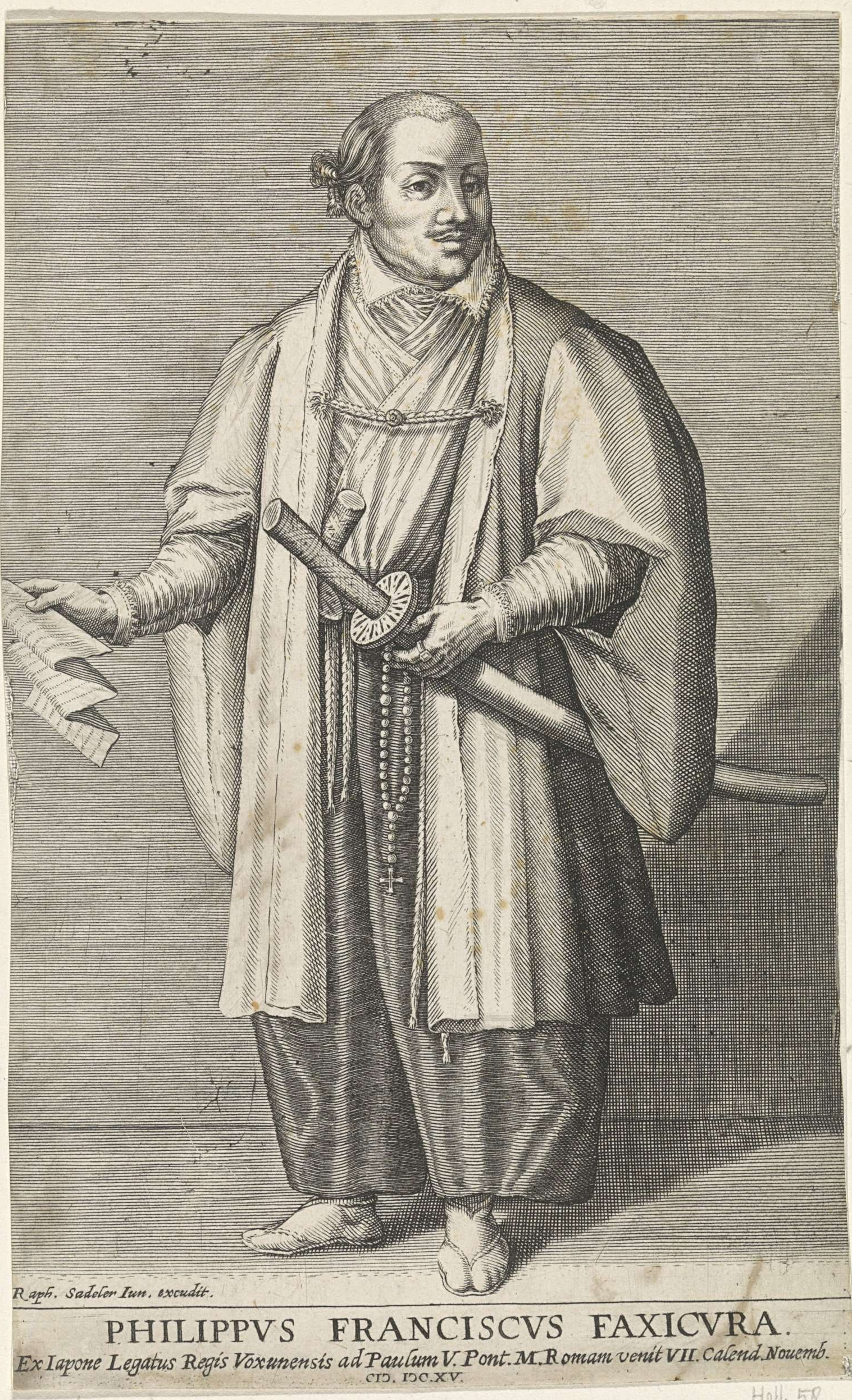
Розповідь про візит Хасекура до Франції 17 століття

- 1615 рік. Хасекура Цунега, японський самурай і посол, відправлений до Риму Датою Масамуном, висаджується в Сен-Тропе на кілька днів, ініціюючи перші контакти між Францією та Японією.
- 1619 рік. Франсуа Карон, син французьких біженців Гугенота до Нідерландів, потрапляє в голландську Ост-Індійську компанію і стає першою особою французького походження, яка вирушила в Японію в 1619 році. Він залишається в Японії на 20 років, де стає директором компанії. Пізніше він став генеральним директором-засновником Французької Ост-Індійської компанії в 1664 році.
- 1636 рік. Гійом Курте, французький священик-домініканець, відправився в Японію. Він проникає в Японію підпільно, попри заборону християнства 1613 року. Згодом 29 вересня 1637 р. його було спіймано і після катувань вбито у Нагасакі.
- Жоден французький представник не відвідує Японію між 1640 і 1780 роками.
- Близько 1700 року самозванець, відомий як Джордж Псалманазар, стверджує, що походить з острова Фортоза Японії.
- 1787 рік. Жан-Франсуа Лаперуз (1741—1788) плаває у японських водах у 1787 році. Він відвідує острови Рюкю і протоку між Хоккайдо і Сахаліном, даючи йому свою назву.

### 19 століття
- 1808 рік. Голландський начальник Дедзіма, Хендрік Доефф викладає.французьку мову п'ятьом японським перекладачам.
- 1844 рік. Французька морська експедиція на чолі з капітаном Форньє-Дупланом на борту Альмсена відвідує Окінаву 28 квітня 1844 року. Торгівля не відбувається, але отець Форкад залишається з перекладачем.

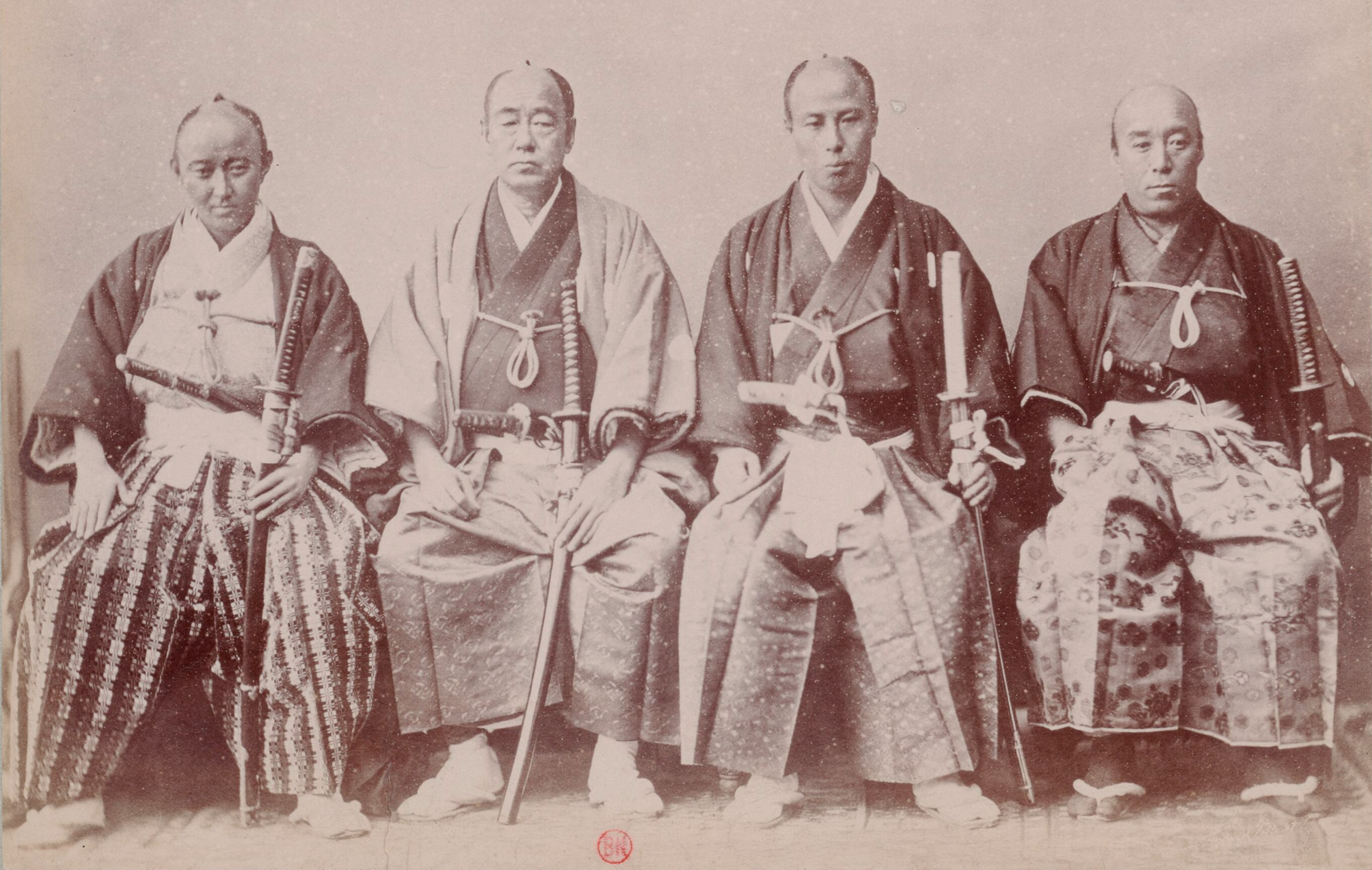
Перше посольство Японії в Європі в 1862 році

- 1846 рік. Адмірал Жан-Батист Сесіль прибуває в Нагасакі, але в прийомі йому відмовляють.
- 1855 рік. Прагнучи знайти флот Росії в Тихому океані під час Кримської війни, французько-британські військово-морські сили досягають порту Хакодате, відкритого для британських кораблів в результаті англо-японського договору про дружбу 1854 р. І пливуть далі на північ, захопивши володіння російсько-американської компанії на острові Уруп на Курильському архіпелазі. Паризький договір (1856 р.) повертає острів до Росії.[1]
- 1855 рік. Після відкриття Японії американським Комодором Перрі Франція укладає договір з Окінавою 24 листопада 1855 року.
- 1858 рік. Договір про дружбу та торгівлю між Францією та Японією підписав в Едо 9 жовтня 1858 р. Жан-Батист Луї Грос, закладаючи дипломатичні відносини між двома країнами.
- 1859 рік. Прибуття Густава Дюшен де Белекорта.
- 1862 рік. Сьогун Токуґава Іємоті посилає перше посольство Японії в Європу, на чолі з Takenouchi Yasunori.
- 1863 рік. Друге посольство Японії в Європі

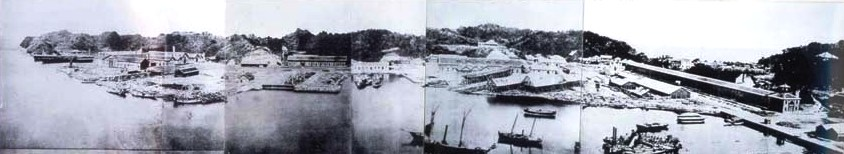
Леонс Верні керував будівництвом першого в Японії сучасного арсеналу в Йокосуці з 1865 року.

- 1864 рік. Прибуття Леона Роша в Японію.
- 1864 рік. Бомбардування Шімоносекі кораблями-союзниками (9 британських, 3 французьких, 4 голландських, 1 американський).
- 1864 рік. У листопаді Леонс Верні приїжджає до Японії для будівництва військово-морського арсеналу Йокосука.
- 1865 рік. Шібата Такенака відвідує Францію, щоб підготуватися до будівництва арсеналу Йокосука та організувати французьку військову місію до Японії.
- 1865 рік. 12 вересня 1865 року пасажирський морський лайнерний Messageries Maritimes Dupleix вперше прибуває у японський порт, щоб створити сполучення з Францією, як для пасажирів, так і для вантажів, таких як японський шовк.

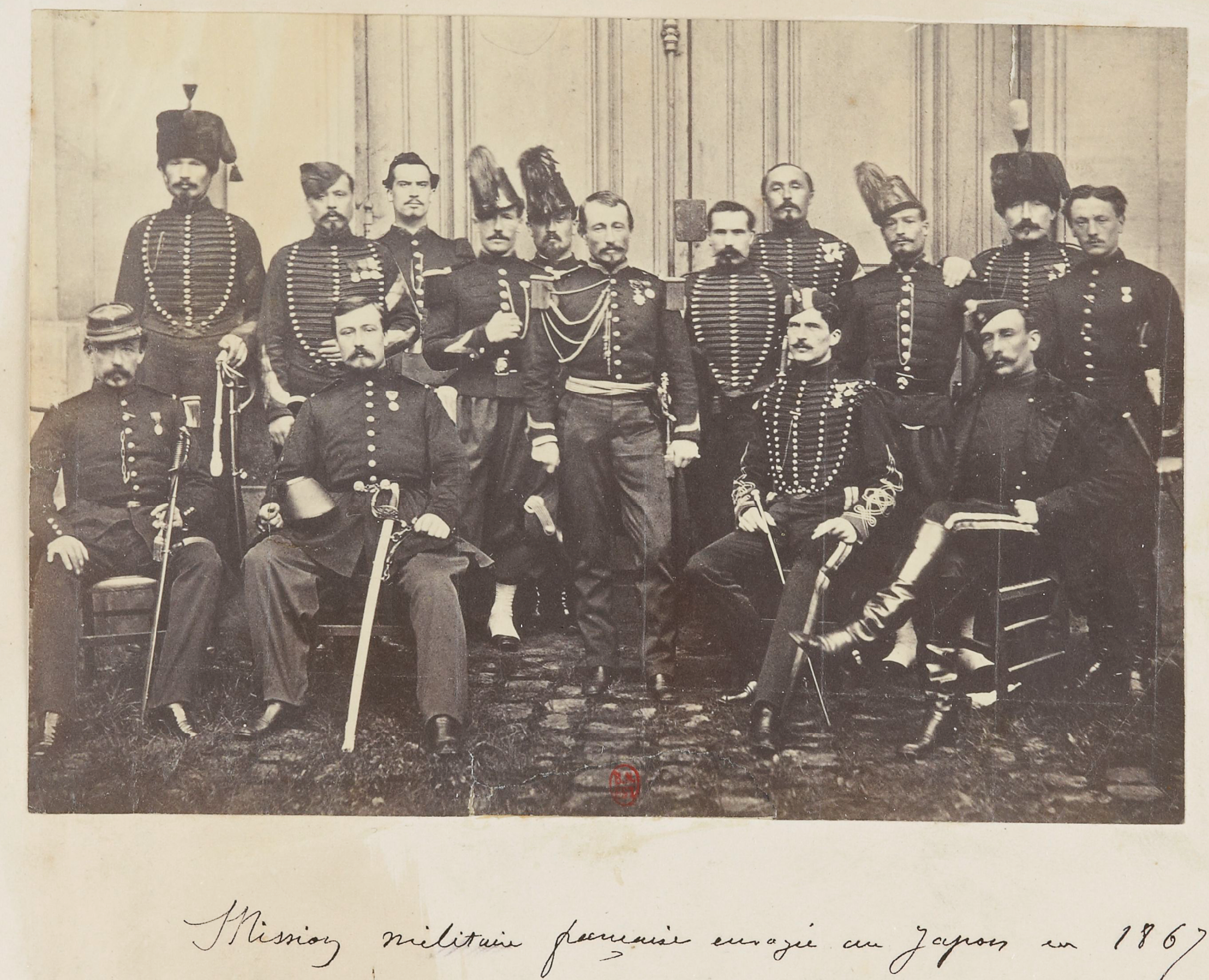
Перша французька військова місія до Японії в 1867 році. Жюль Брюне спереду, другий справа.

- 1867 рік. Перша французька військова місія в Японії прибуває в Йокогаму 13 січня 1867 року. Серед них капітан Жюль Брюне.
- 1867 рік. Японія відправляє делегацію на Всесвітній ярмарок 1867 року в Париж.
- 1867 рік. Французький гірничий інженер Жан Франциск Койгне відправляється до домені Сацума і стає за керівництво срібними копальнями Ікуно в 1868 році.
- 1868 рік. Інцидент з Кобе (4 лютого). Відбувається сутичка в Кобе між 450 самураями Домену Окаяма і французькими моряками, що призвело до окупації центральної Кобе іноземними військами.[2]
- 1868 рік. Одинадцять французьких моряків з Дуплекса вбиті під час інциденту в Сакаї, поблизу Осаки, південними повстанськими силами.
- 1869 рік. Колишні французькі радники при Жулі Брюне воюють разом з останнім тогуганським лоялістом Еномото Такеакі проти імператорських військ у битві при Хакодате.
- 1870 рік. Анрі Пелегрін керує будівництвом першої в Японії системи газового освітлення на вулицях Ніхонбаші, Гінза та Йокогама.
- 1872 рік. Пол Брунат відкриває першу сучасну японську фабрику для прядіння шовку в Томіоці. Троє майстрів з району ткацтва Нішіджин у Кіото їдуть до Ліона. Вони повертаються в Японію в 1873 році, імпортуючи жакардовий ткацький верстат.
- 1872 рік. Початок другої військової місії Франції в Японії (1872—1880).
- 1873 рік. Юрист-експерт Густав Еміль Бойсонаде приїжджає до Японії, щоб допомогти побудувати сучасну правову систему.
- 1874 рік. Друга французька військова місія направляється до Японії, і будує військову школу Ічігая, початок Імператорської академії японської армії.
- 1882 рік. Перші трамвайні маршрути запроваджуються з Франції і починають функціонувати в Асакусі, між Шінбаші та Уено.
- 1884 рік. Третя французька військова місія в Японії (1884—1889).
- 1886 рік. Французький військово-морський інженер Еміль Бертін прибуває на чотири роки в Японію, щоб проконсультувати уряд про те, як підсилити Імперський японський флот новими сучасними кораблями. Направляє на розширення та модернізацію Військово-морський арсенал Йокосука, а також проектує та починає будівництво нових арсеналів Куре та Сасебо, тим самим сприяючи перемозі японців у російсько-японській війні 1905 року. Він був спеціальним радником імператора Муцухіто з питань морської розробки і був удостоєний японським урядовим званнями Такаку Яку Нін та Чьокунін.

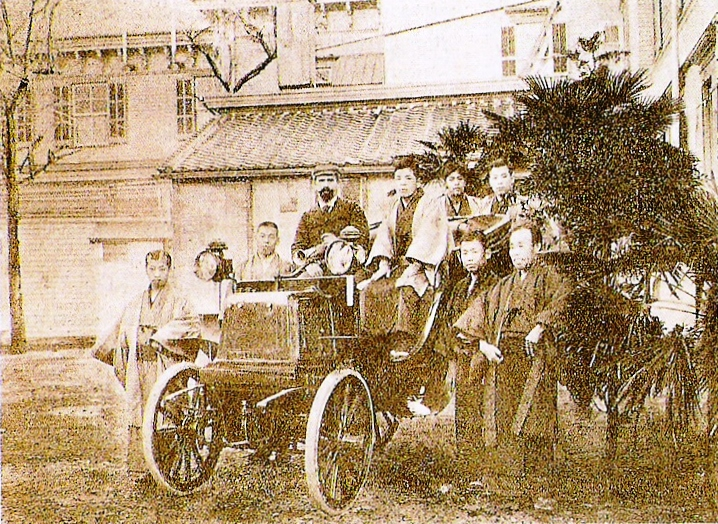
Перший автомобіль в Японії, французький Panhard-Levassor, у 1898 році

- 1898 рік. Перший автомобіль (Panhard-Levassor) представлений в Японії.

### 20 століття
- 1907 рік. Підписання франко-японського договору 1907 року.
- 1909 рік. Перший японський механічний політ, біплан, що тягнеться автомобілем, відбувається в Уено завдяки співпраці Шіро Айхари та Ле Приер, французького військового аташе в Токіо.
- 1910 рік. Капітан Токугава Йосітосі, який пройшов навчання у Франції як пілот, здійснив перший одноосібний на борту літака Анрі Фармана.
- 1910 рік. Сакічі Тойода, засновник корпорації Toyota, відвідує Францію, щоб вивчити техніку прядіння.
- 1918 рік. Четверта військова місія Франції в Японії (1918—1919)
- 1919 рік. Франція підтримала пропозицію японської расової рівності на Паризькій мирній конференції.
- 1924 рік. Перший авіарейс з Франції в Японію, Пелтьє Дойсі та Бесін.
- 1925 рік. Перший авіарейс з Японії до Франції Каваучі та Абе.
- 1927 рік. Французько-японська угода надає найбільш прихильним японцям у французькому Індокитаї та індокитайським підданим у Японії визнання.[3]
- 1940 рік. Початок японської навали на Французький Індокитай.
- 1941 рік. Японія тисне на Францію для здійснення важливих військових поступок у французькому Індокитаї, але залишає французьку армію та адміністрацію неушкодженими.
- 1943 рік. Гуанчжоуан невеликий французький анклав на південному узбережжі Китаю займають японці.
- 1945 рік. Японський державний переворот у французькому Індокитаї — японські війська швидко атакують і переймають повний контроль над французьким Індокитаєм, який утримують до своєї поразки через кілька місяців у вересні 1945 року.
- 1946—1950. Японських військових злочинців судять у Сайгоні за їх дії в Індокитаї під час війни.[4]
- 1952 рік. Перший рейс Air France до Японії.
- 1997 рік. «Рік Японії у Франції» та відкриття японського культурного центру в Парижі.[5]
- 1998 рік. «Рік Франції в Японії», під час якого в Японії відбулося 400 заходів, щоб відзначити Францію та її людей.[6]

## Франко-японські відносини сьогодні

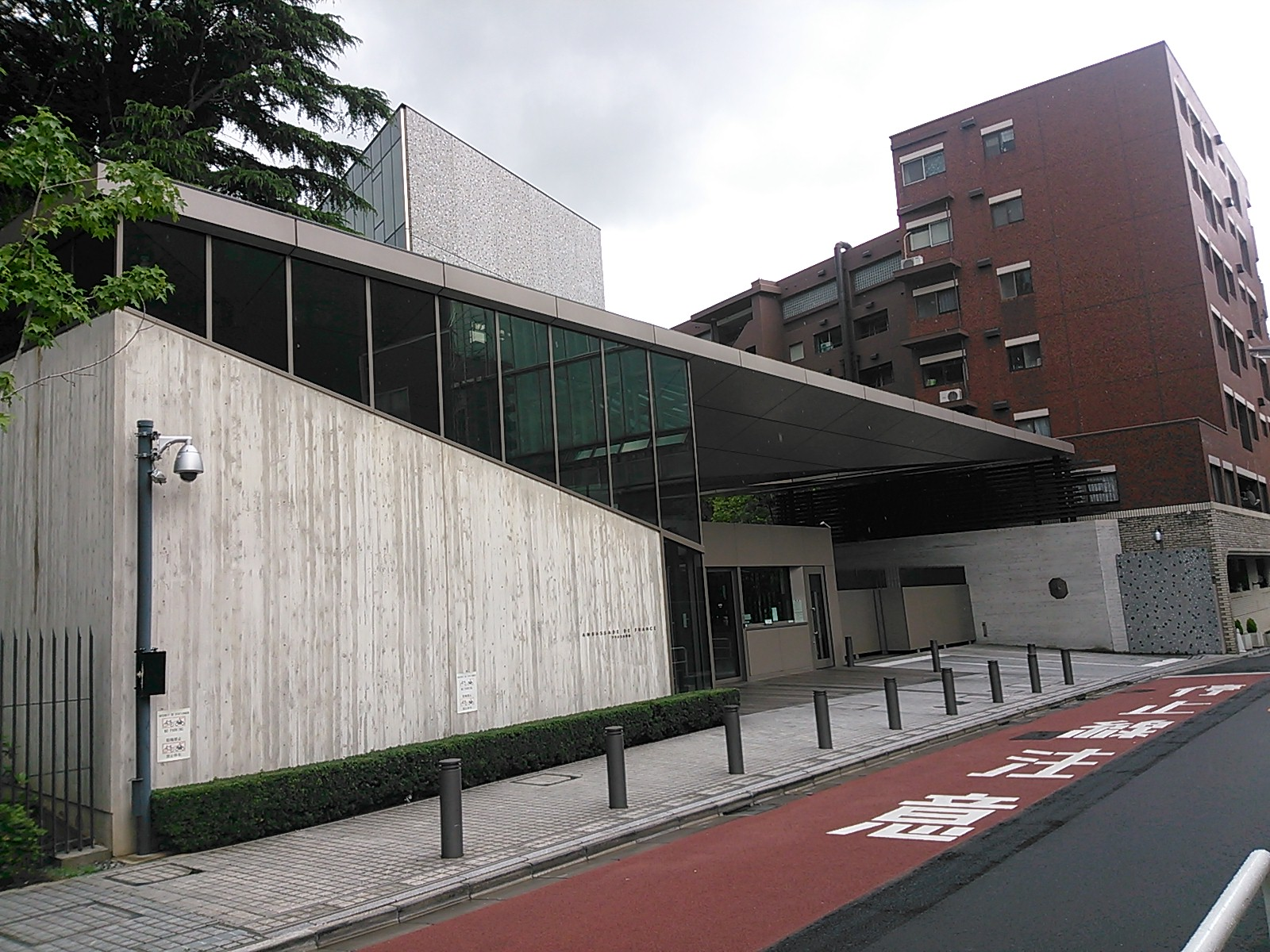
Посольство Франції в Токіо, Японія

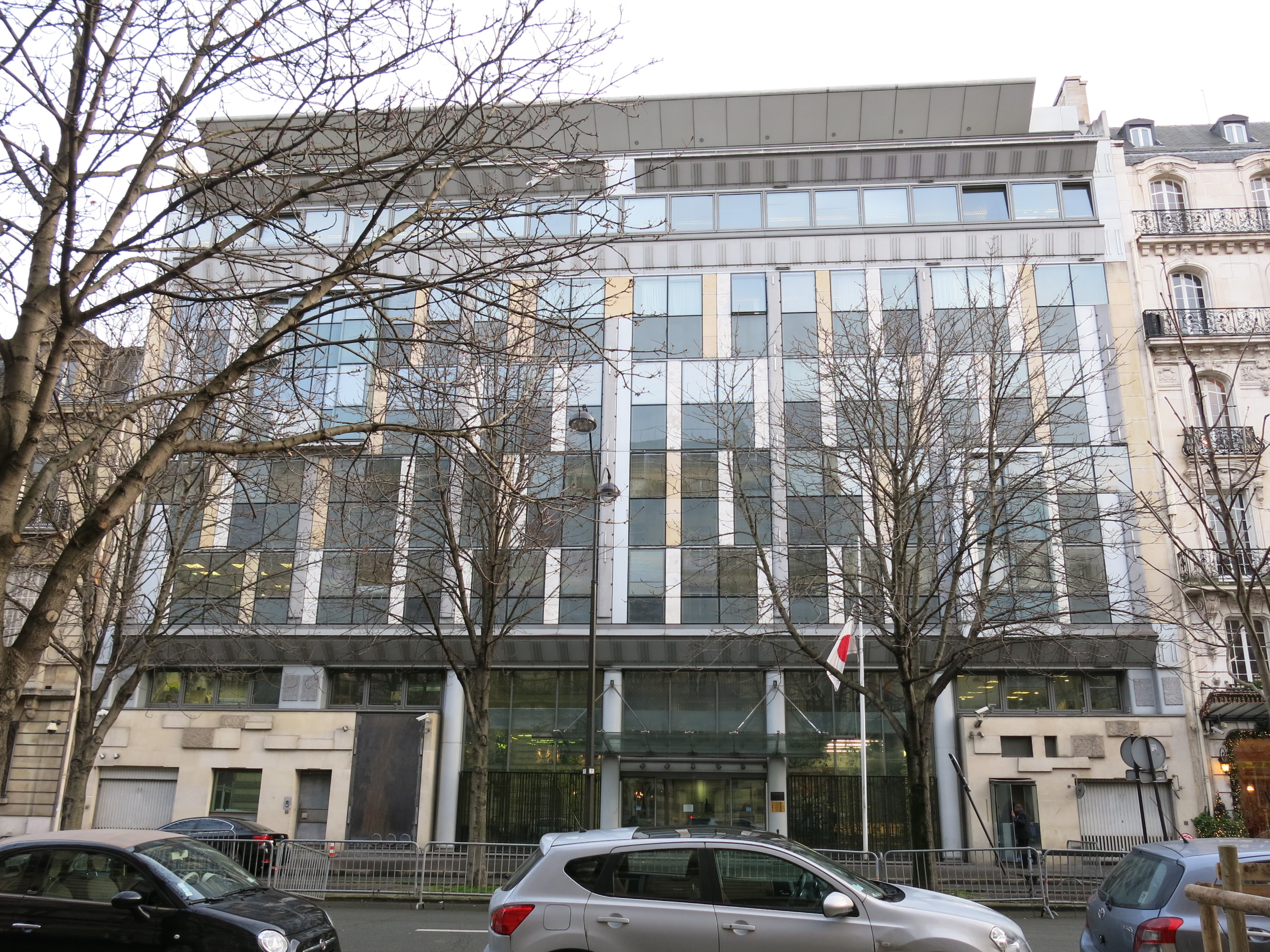
Посольство Японії в Парижі, Франція

У червні 1996 року в Ліоні, завдяки вирішальній ролі Генерального консула Японії відбувся саміт G7. В рамках саміту Луї Майклт, Рютаро Хашімото і Жак Ширак, вирішили організувати «Рік Японії у Франції» з квітня 1997 р. по березень 1998 р. з метою виправлення поверхневого і часом неточного розуміння японської культури. Початок того року співпав з інавгурацією Будинку культури Японії в Парижі. «Рік Франції в Японії» слідував за «Роком Японії у Франції». Поєднання цих двох подій, відкривали франко-японські відносини 21 століття.
Дві країни тісно співпрацюють у галузі вироблення ядерної енергії. У вересні 2013 року, через два роки після ядерної катастрофи у Фукусімі, Японія офіційно прийняла допомогу Франції щодо виведення з експлуатації та демонтажу реакторів Фукусіми. Японська корпорація Mitsubishi Heavy Industries та французька Areva почали співпрацювати над будівництвом ядерного реактора в Туреччині в 2013 році.
У червні 2005 року Франція та Японія оголосили про співпрацю з метою створення надзвукового комерційного літака нового покоління, наступника Конкорд. Комерційна послуга не очікується до 2050 року.
Під час візиту до Японії з 5 жовтня по 6 жовтня 2014 року французький міністр закордонних справ Лоран Фабіус зустрівся з прем'єр — міністром Японії Сіндзо Абе. У ході зустрічі Абе висловив співчуття з приводу обезглавлення ІГІЛом французького туриста Герве Гурделя та обоє домовились про майбутні зустрічі з питань оборонного співробітництва та подолання глобального потепління.
8 грудня 2014 року під час публічних церемоній влада Японії визнала Меморіал Нітен Ічі Рю, який символізує історію відносин Японії та Франції.

## Французи в Японії
- Бернард Петьян, римо-католицький священик, який служив місіонером в Японії і став першим апостольським вікарієм країни.
- Леон Рош, дипломат
- Жюль Брюне, військовий офіцер
- Еміль Етьєн Гіймет, промисловець та колекціонер мистецтва
- Фелікс Регамей, живописець, кресляр та карикатурист
- Леонсе Верні, військовий інженер в Японії з 1865 по 1876 рік
- Луї-Еміль Бертін, військовий інженер в Японії з 1886 по 1890 рік
- Густав Еміль Буасонаде в Японії з 1873 по 1895 рік
- П'єр Лоті, письменник
- Зігфрід Бінг, колекціонер мистецтва і дилер, який став першопрохідцем японства
- Клод Фаррер, письменник
- Пол Клодель французький посол у Токіо з 1922 по 1928 рік
- Майкл Фер'є, письменник в Японії з 1992 року
- Моріс Пінгует, письменник в Японії з 1958 по 1968 рік і з 1979 по 1989 рік
- Ніколя Був'є, швейцарський франкофонний письменник
- П'єр Баро, автор пісень і композитор, співак
- Джулі Дрейфус, актриса

## Японці у Франції
- Хасекура Цуненага
- Фукузава Юкічі як перекладач у місії 1862 року
- Шібата Такенака (1823—1878)
- Цугухару Фуджіта (у Франції з 1913 по 1931 рік)
- Тецумі Кудо
- Кензо Такада